# Distretto di Šortandy
Il distretto di Šortandy (in kazako: Шортанды ауданы) è un distretto (audan) del Kazakistan con  capoluogo Šortandy.